# Mont Boisjoli
Mont Boisjoli är ett berg i Kanada.   Det ligger i provinsen Québec, i den sydöstra delen av landet, 290 km öster om huvudstaden Ottawa. Toppen på Mont Boisjoli är 351 meter över havet, eller 13 meter över den omgivande terrängen. Bredden vid basen är 0,49 km.
Terrängen runt Mont Boisjoli är platt söderut, men norrut är den kuperad. Runt Mont Boisjoli är det glesbefolkat, med 11 invånare per kvadratkilometer.. Närmaste större samhälle är Sherbrooke, 11,5 km norr om Mont Boisjoli. 
Omgivningarna runt Mont Boisjoli är en mosaik av jordbruksmark och naturlig växtlighet.